# Cryptocarya engleriana
Cryptocarya engleriana är en lagerväxtart som beskrevs av Teschn.. Cryptocarya engleriana ingår i släktet Cryptocarya och familjen lagerväxter. Inga underarter finns listade i Catalogue of Life.